# Marumbi
Marumbi este un oraș în Paraná (PR), Brazilia.